# François Victor Masséna
François Victor Masséna, II duca di Rivoli e III principe di Essling (2 aprile 1799 – 16 aprile 1863), è stato un nobile e ornitologo francese.
Figlio di Andrea Massena, maresciallo dell'Impero. 
Ereditò dal padre il titolo di duca di Rivoli, venendone confermato da Luigi XVIII con lettere patenti datate 3 luglio 1818. Alla morte del fratello primogenito Jacques-Prosper, avvenuta nel 1821, ereditò anche il titolo di principe di Essling.
Masséna accumulò una vasta collezione di uccelli forte di 12 500 esemplari, che vendette al dottor T. B. Wilson nel 1846. Wilson donò questa collezione all'Accademia di Scienze Naturali di Filadelfia. Insieme a suo nipote Charles de Souancé, Masséna descrisse un certo numero di specie di pappagalli nuove alla scienza, tra cui il parrocchetto guanceverdi.
Nel 1823 sposò Anne de Belle, con la quale ebbe quattro figli tra cui Victor, che fu deputato del Corpo legislativo durante il Secondo Impero.

## Riconoscimenti
Nel 1829 il naturalista francese René-Primevère Lesson decise di dare il nome della città ad una specie di uccello, il colibrì di Rivoli (Eugenes fulgens), proprio in onore di François Victor Masséna. Dedicò poi ad Anne de Belle, moglie di Masséna, il colibrì di Anna (Calypte anna).